# Station Jedlina Górna
Station Jedlina Górna is een spoorwegstation in de Poolse plaats Jedlina-Zdrój.